# Кінець світу (сингл)
Кінець Світу — перший сингл українського гурту Друга Ріка з четвертого студійного альбому «Мода», випущений 23 вересня 2007 року. Пісня довгий час очолювала перші позиції українських хіт-парадів. Трохи пізніше, після запуску пісні у ротацію, на неї зняли відеокліп. Також існує й реміксована версія пісні, яку зробив Сергій Гера під псевдонімом «Shura Molotov 20», коріння якого з'явилося ще за часів його роботі у гурті Скрябін.

## Музичний кліп
Відеокліп на пісню являє собою комбінацію зі знімання на студії під час запису, фотосесій та фрагментів виступів гурту. Кадри з Валерієм Харчишиним знімали після ДТП. Режисерами роботи стали Віктор Скуратовський та Олег Борщевський.

## Список композицій
| #  | Назва                                      | Тривалість |
| -- | ------------------------------------------ | ---------- |
| 1. | «Кінець Світу (Альбомна версія)»           | 4:00       |
| 2. | «Кінець Світу (Відео весія)»               | 3:37       |
| 3. | «Кінець Світу (Remix by Shura Molotov 20)» | 3:40       |

## Учасники запису
Друга Ріка
- Валерій Харчишин — вокал
- Олександр Барановський — гітара
- Дорошенко Олексій — ударні
- Біліченко Сергій — гітара
- Віктор Скуратовський — бас-гітара
- Сергій Гера — клавішні

## Чарти
| Чарт (2008)                                                                   | Позиція |
| ----------------------------------------------------------------------------- | ------- |
| Ukrainian Top 40 [Архівовано 19 січня 2018 у Wayback Machine.]                | 1       |
| Top City & Country Radio Hits [Архівовано 27 березня 2019 у Wayback Machine.] | 88      |